# Lúcio Domício Apolinário
Lúcio Domício Apolinário (em latim: Lucius Domitius Apollinaris) foi um senador romano nomeado cônsul sufecto para o nundínio de julho a agosto de 97 com Sexto Hermetídio Campano. É conhecido principalmente por sua produção literária como amigo de Plínio, o Jovem, e patrono do poeta Marcial.
Marcial dedicou três livros de seus epigramas a Apolinário, o quarto, o sétimo e o décimo-primeiro.

## Carreira
A família de Apolinário era originária de Vercelas, no noroeste da península Itálica. Graças a uma inscrição recuperada na Ásia Menor, sua carreira política é bem conhecida. Ele serviu primeiro como questor, tribuno da plebe e pretor. Depois, foi nomeado um dos nove superintendentes das vias públicas (curatores viarum) na Itália. Em seguida, serviu duas vezes como legado militar, a primeira na Legio XVI Flavia Firma e depois na VI Ferrata, estacionada na Síria. Werner Eck suspeita que seu comando na VI Ferrata foi durante o governo de Públio Valério Patruíno (87-91), pois Patruíno era sogro de Apolinário, pai de Valéria Vetila. Depois de concluir seu comando da VI Ferrata, Apolinário retornou a Roma para servir como prefeito do erário militar por três anos.
Depois disto, sua carreira é conhecida a partir de outras fontes. Ele foi governador da Lícia e Panfília entre 93 e 96. Uma inscrição recuperada em Xanthos relata seu nome e o de outros membros de sua família que, presumivelmente, viviam na Lícia com ele. Depois de seu mandato, Apolinário retornou a Roma. Numa carta a Quadrado, Plínio, o Jovem, relata que, depois do assassinato de Domiciano (setembro de 96), Apolinário participou do processo do delator Publício Certo, responsável pela queda de Helvídio Prisco em 93, como um dos cinco senadores (entre eles Quinto Fábio Postúmino, Aulo Dídio Galo Fabrício Vejento e Quinto Fúlvio Gilão Bício Próculo) que se mostraram contra perseguições individuais, uma citação que pode ser datada com certeza por que Plínio o chama de "cônsul designado" (para servir em 97). Apesar do discurso de Apolinário, Plínio, que era o acusador, conseguiu convencer o Senado a aprovar o processo. Apesar de o imperador Nerva ter deixado o assunto sem novos desenvolvimentos, Publício Certo acabou perdendo a chance de chegar ao consulado e morreu logo depois. Depois disto, Apolinário foi citado por Marcial em um poema dirigido a ele quando deixava o seu mandato consular.
Aparentemente o fato de os dois estarem em lados opostos no caso de Publício Certo não foi suficiente para abalar a amizade entre Plínio e Apolinário, pois, na época de seu próprio consulado, Plínio escreveu-lhe para apoiar a candidatura de Sêxtio Erúcio para tribuno da plebe. Esta é última de suas atividades que pode ser datada com algum grau de certeza.
Plínio endereçou uma outra carta a Apolinário. Aparentemente ele escreveu sobre tirar férias em suas terras na Toscana e Apolinário respondeu à ideia alarmado com a saúde de Plínio. A carta é uma resposta explicando que a propriedade estava localizada numa região muito aprazível e Plínio incluiu uma grande descrição de sua villa em Tiferno (moderna Città di Castello). Nesta carta, Plínio alude a três propriedades rurais suas. Através de um dos poemas de Marcial, sabe-se que Apolinário possuiu villas em diversos locais mais estilosos que os de Plínio, incluindo Túsculo, Álgido, Preneste e Âncio.

## Família
A família de Apolinário é melhor documentada do que a da maioria de seus contemporâneos. Sua esposa, Valéria Vetila, era nativa de Tibur e filha de Públio Valério Patruíno, cônsul sufecto em 82. O casal teve três filhos: Domício Patruíno, cuja filha, Domícia Vetila, casou-se com Lúcio Róscio Páculo, cônsul sufecto em 136, Domício Sêneca, cujo filho foi governador da Lícia e Panfília por volta de 136 e Domícia Vetila, que se casou com Lúcio Nerácio Marcelo, cônsul sufecto em 95 e ordinário em 129.